# Sirre
Sirre är en ort i Etiopien.   Den ligger i regionen Oromia, i den centrala delen av landet, 110 km sydost om huvudstaden Addis Abeba. Sirre ligger 1 755 meter över havet och antalet invånare är 10 089.
Terrängen runt Sirre är huvudsakligen kuperad, men åt sydväst är den platt. Runt Sirre är det ganska tätbefolkat, med 134 invånare per kvadratkilometer. Sirre är det största samhället i trakten. Omgivningarna runt Sirre är en mosaik av jordbruksmark och naturlig växtlighet.